# Jonas Heymans
Jonas Heymans (Liedekerke, 6 februari 1993) is een voormalig Belgisch profvoetballer die doorgaans speelde als linksback.

## Clubcarrière
Heymans speelde in de jeugd bij Eendracht Aalst, AA Gent en Standaard Wetteren. Hij debuteerde op 22 september 2012 in het betaald voetbal toen hij voor Lierse SK in actie kwam in de achtste speelronde van het seizoen 2012/2013. Hij startte meteen in de basiself tegen Waasland Beveren. Op 27 januari tekende de transfervrije Heymans een contract voor 3,5 jaar bij AZ, maar speelde hiervoor nooit in het eerste elftal. Op 31 januari 2014 werd hij tot de zomer van 2014 verhuurd aan Willem II. Bij zijn debuut op 8 februari 2014 maakte hij een doelpunt en een assist in de 3–2 thuisoverwinning tegen Achilles'29. Heymans werd met Willem II kampioen in de Eerste divisie en promoveerde met de club naar de Eredivisie. Hieraan droeg hij zelf in twaalf competitiewedstrijden bij. De club huurde hem ook voor het seizoen 2014/15 van AZ. Heymans verruilde AZ in juli 2015 voor Antwerp, de nummer tien van de Tweede klasse in het voorgaande seizoen. Sinds de wintertransferperiode verruilde hij FC Antwerp voor de eerstedivisionist FC Den Bosch. Daar tekende hij in februari een contract wat hem tot de zomer van 2018 aan de club bindt. Twee jaar later verliet hij Den Bosch voor zijn oude jeugdclub Eendracht Aalst.

## Statistieken
| Seizoen                             | Club               | Competitie     | Competitie | Competitie | Beker | Beker | Totaal | Totaal |
| Seizoen                             | Club               | Competitie     | Wed.       | Dlp.       | Wed.  | Dlp.  | Wed.   | Dlp.   |
| ----------------------------------- | ------------------ | -------------- | ---------- | ---------- | ----- | ----- | ------ | ------ |
| 2010/11                             | Standaard Wetteren | Tweede klasse  | 24         | 0          | 2     | 0     | 26     | 0      |
| 2011/12                             | Standaard Wetteren | Tweede klasse  | 27         | 0          | 1     | 0     | 28     | 0      |
| 2012/13                             | Lierse SK          | Eerste klasse  | 11         | 0          | 1     | 0     | 12     | 0      |
| 2012/13                             | AZ                 | Eredivisie     | 0          | 0          | 0     | 0     | 0      | 0      |
| 2013/14                             | → Willem II        | Eerste divisie | 12         | 5          | 0     | 0     | 12     | 5      |
| 2014/15                             | → Willem II        | Eredivisie     | 7          | 0          | 1     | 0     | 8      | 0      |
| 2015/16                             | Royal Antwerp FC   | Tweede klasse  | 0          | 0          | 0     | 0     | 0      | 0      |
| 2015/16                             | FC Den Bosch       | Eerste divisie | 17         | 0          | 1     | 0     | 18     | 0      |
| 2016/17                             | FC Den Bosch       | Eerste divisie | 18         | 1          | 1     | 0     | 19     | 1      |
| 2017/18                             | FC Den Bosch       | Eerste divisie | 8          | 0          | 1     | 0     | 9      | 0      |
| Carrièretotaal                      | Carrièretotaal     | Carrièretotaal | 124        | 6          | 8     | 0     | 132    | 6      |
| Bijgewerkt tot/en met 16 juli 2021. |                    |                |            |            |       |       |        |        |

## Erelijst
AZ
- KNVB beker

2013
 Willem II
- Kampioen Eerste Divisie

2014